# Ԅ
Ԅ, ԅ или Коми Зь е буква от Молодцовската азбука, която е модификация на кирилицата. Използвана е през 1920-те 20 век в коми езика. Буквата представлява модификация на кирилското З като към него е добавено допълнително ченгелче, обозначаващо палатализация (онебняване). Обозначава звучния венечно-небен шипящ съгласен звук /ʑ/ ([зь]).